# جرينكورت ليه باس
جرينكورت ليه باس (بالفرنسية: Grincourt-lès-Pas)‏ هي بلدية تقع في إقليم باد كاليه من منطقة نور با دو كاليه في شمال فرنسا. تبلغ مساحة هذه المدينة 2.79 (كم²)، وترتفع عن سطح البحر 149 م، يبلغ عدد سكانها 39 نسمة حسب إحصاء المعهد الوطني للإحصاء والدراسات الاقتصادية سنة 2009 م. وترأس جان روسيل البلدية خلال فترة (2008-2014).